# Петровское сельское поселение (Кировская область)
Петровское сельское поселение — муниципальное образование в составе Уржумского района Кировской области России.
Центр — село Петровское.

## История
Петровское сельское поселение образовано 1 января 2006 года согласно Закону Кировской области от 07.12.2004 № 284-ЗО.

## Население
| 2010 | 2011 | 2012 | 2013 | 2014 | 2015 | 2016 |
| ---- | ---- | ---- | ---- | ---- | ---- | ---- |
| 827  | →827 | ↘786 | ↘761 | ↘736 | ↘709 | ↘688 |
| 2017 | 2018 | 2019 | 2020 | 2021 |      |      |
| ↘680 | ↘656 | ↘633 | ↘619 | ↘573 |      |      |

## Состав
| №  | Населённый пункт | Тип населённого пункта       | Население |
| -- | ---------------- | ---------------------------- | --------- |
| 1  | Петровское       | село, административный центр | 453       |
| 2  | Буйский Перевоз  | деревня                      | 7         |
| 3  | Вершинята        | деревня                      | 130       |
| 4  | Круглые Полянки  | деревня                      | 62        |
| 5  | Марчата          | деревня                      | 9         |
| 6  | Орешник          | деревня                      | 131       |
| 7  | Скрябино         | деревня                      | 9         |
| 8  | Суворово         | деревня                      | 2         |
| 9  | Чамское          | деревня                      | 23        |
| 10 | Щино             | деревня                      | 1         |

## Археология
В 1,5 км к западу от деревни Суворово находится Суворовский могильник, относящийся к азелинской культуре III—V веков. Из Суворовского могильника получено 4 мужских, 1 женский и 2 черепа подростков.